# لانگ‌شات (کمیک)
لانگ‌شات (به انگلیسی: Longshot) یک شخصیت خیالی ابرقهرمان در کتاب‌های کامیک منتشر شده توسط مارول کامیکس است، که اغلب با گروه مردان ایکس مرتبط است. این شخصیت توسط نویسنده ان نوسنتی و طراح آرت آدامز خلق شده و در لانگ‌شات شماره اول (سپتامبر ۱۹۸۵) معرفی شد. وی دشمن خونی ارباب سابق خود، موجو است.